# Grup Rover
El Grup Rover fou una empresa britànica fabricant d'automòbils, que existí entre el 1986 i el 2000. Incloïa les marques Rover, MG, Mini i Land Rover. Es creà el 1986, quan l'empresa British Leyland, propietat del govern britànic, canvià el seu nom per Grup Rover per tal de millorar la imatge de la companyia. El Grup Rover estava aliat amb Honda, amb qui dissenyà alguns models, com els Rover 800, 400 o 600. El 1989, Honda comprà un 20% de Rover. El mateix any el govern de Margaret Thatcher privatitzà la companyia, venent el 80% que tenia a British Aerospace per 150 milions de lliures. El 1994 BMW comprà la companyia a British Aerospace i Honda. L'estratègia de BMW era el de proporcionar-li finançament però mantenint la seva autonomia, de tal manera que Rover funcionava com una empresa separada de BMW. Tanmateix, l'estratègia no funcionà. Les pèrdues de Rover eren de 2 milions de lliures al dia, tot i que la marca Land Rover sí que donava beneficis. Finalment, l'any 2000 BMW vengué Land Rover a Ford i la resta de l'empresa (excepte Mini) a Phoenix Consortium. Phoenix Consortium la comprà per 10 lliures. L'empresa deixar d'existir aquell any, ja que sota el control de Phoenix Consortium passà a anomenar-se MG Rover Group.